# Рончић
Рончић је мало ненасељено острво у хрватском делу Јадранског мора.
Острво се налази у Ситском каналу око 3 км југозападно од острва Сита. Површина острва износи 0,016 км². Дужина обалске линије је 0,523 км.. 